# Halbronn (sous-marin)
Pour les autres navires du même nom, voir Unterseeboot 139.
Pour les articles homonymes, voir Halbronn.
Le Halbronn était un sous-marin de la Marine nationale française, qui a servi durant l'entre-deux-guerres de 1920 à 1928.